# つくりものじ
つくりものじは、日本の漫画家、イラストレーター。北海道函館市出身。男性。
鳥類をこよなく愛する漫画家。ウェブでは「鴨はうす」運営。やわらかい絵柄とシニカルな文章が好対比。
以前よりウェブ掲載もしていた『俺野鳥観察記』が商業掲載となる。2008年2月号より、月刊ComicREXにて『俺野鳥観察記』のまま2009年7月号まで連載された。
また、TYPE-MOONのゲーム『Fate/stay night』及び続編の『Fate/hollow ataraxia』、『魔法使いの夜』の演出とスクリプトを担当した。
428 〜封鎖された渋谷で〜のボーナスシナリオでは絵コンテとオリジナルスクリプトを担当。
また、作中登場人物を独特のデザインでデフォルメ化し描いた、通称「へたれセイバー」など（通称・つくキャラ）がある。これらのうち、元キャラクターとは別扱いで、ぬいぐるみやねんどろいどなどでキャラクターグッズ化されたものもある。